# SGA児
SGA児（エスジーエーじ、small for gestational age newborns、不当軽量児とも）は、在胎週数に基づく基準値よりもサイズが小さい新生児であり、「出生体重が在胎週数の10パーセンタイル値未満」として定義される。

## 原因
次のように大別される。
- 体質的に小さい、つまり児の遺伝的特徴である
- 子宮内における胎児発育遅延

## 診断
胎児期には、超音波検査で児体重を推定する。出生後に児体重を計測し、在胎週数に基づく基準値と比較して診断する。
なお、妊婦健診未受診などで在胎週数が不明の場合、New Ballard スコアなどで在胎週数を推定する。

## 管理
SGA児の90％は、2歳になるまでに成長に追いつく。ただし、成長障害や低血糖その他の状態に注意する必要がある。低血糖症は asymmetrical（非対称性、頭囲が比較的保たれている）のSGAの赤ちゃんによく見られる。低血糖症は、頻回授乳などで対応する。 
2歳までに追いつかない残りの10％については、内分泌専門医に相談する必要がある。成長ホルモン療法の適応となる場合がある。 必要に応じて、次のような専門家が関与する。
- 消化器内科医 - 逆流や胃内容排出の遅延に対応するため。
- 栄養士 - 成長障害に対応するため。エピジェネティックな反応により、肥満や2型糖尿病などの代謝障害を起こしやすい可能性がある [3]。
- 作業療法士 - 摂食の問題のうち、感覚の問題が関連するものに対応するため。
- 行動主義者 - 摂食の問題に対し、（主に2歳以上の児に対して）行動的アプローチを使用するため。
- アレルギー専門医 - 食物アレルギーを診断または除外するため（アレルギーの頻度が高いわけではない）。
- 耳鼻咽喉科医 - 扁桃腫大を診断または除外するため（扁桃腫大の頻度が高いわけではない）。

胎児発育遅延が妊娠中に診断された場合、必要に応じて分娩誘発を行う場合もある。

## 用語
定義上、新生児の10％がSGA児である。SGAであるすべての新生児が病的なわけではなく、体質的に小さいだけの可能性もある。いずれにしても、低血糖症、低体温症、多血症の危険性を予測する上で重要である。
胎児発育遅延（遺伝的に決定されたサイズを達成しない状態）に伴うSGA児であれば 、「胎児発育遅延に関連するSGA」SGA associated with intrauterine growth restriction という用語が使用される。SGA児ではあるが病的とはいえない児を除外するものである。
重度の低身長を伴う SGA（または重度のSGA）の児とは、出生時身長が-2.5SD未満の児と定義される。
低出生体重児（low birth weight, LBW）は、出生時の体重が2500g未満の児として定義される。
出生時の体重が1500g未満であれば極低出生体重児（very low birth weight infant, VLBW）、1000g未満であれば超低出生体重児（extremely low birth weight, ELBW）である。
SGA児は、低出生体重児、超低出生体重児、または超低出生体重児とは異なる概念である。在胎35週、体重2250gで出生した児は、SGA児ではないが、低出生体重児である。
| 出生時 在胎週数 | 平均体重 （g） | SD  | 10%ile |
| --------------- | -------------- | --- | ------ |
| 22              | 467            | 92  | 354    |
| 23              | 553            | 109 | 416    |
| 24              | 626            | 129 | 473    |
| 25              | 714            | 156 | 529    |
| 26              | 819            | 186 | 597    |
| 27              | 935            | 215 | 677    |
| 28              | 1073           | 242 | 770    |
| 29              | 1211           | 269 | 882    |
| 30              | 1396           | 309 | 1018   |
| 31              | 1588           | 336 | 1166   |
| 32              | 1800           | 371 | 1335   |
| 33              | 2033           | 405 | 1538   |
| 34              | 2296           | 428 | 1772   |
| 35              | 2560           | 440 | 2021   |
| 36              | 2799           | 441 | 2261   |
| 37              | 3028           | 456 | 2477   |
| 38              | 3209           | 432 | 2665   |
| 39              | 3333           | 419 | 2810   |
| 40              | 3417           | 416 | 2904   |
| 41              | 3486           | 422 | 2958   |
| 42              | 3512           | 429 | 2985   |
| 43              | 3550           | 444 | 2981   |
| 44              | 3505           | 503 | 2952   |

### 日本における用語
産婦人科用語集・用語解説集（改訂第4版）における定義は以下の通り。
light-for-dates [LFD]
- 在胎週数に比して出生体重が著しく軽い児をいう。すなわち、在胎週数別出生体重基準の10パーセンタイル未満の児のことをいう。

small-for-dates [SFD]
- 身長・体重とも小さい児